# Sergey Betov
Sergey Betov (Gomel, 15 de outubro de 1987) é um tenista profissional bielorrusso.